# Дробышев (село)
Дробышев (укр. Дробишів) — село в Новгород-Северском районе Черниговской области Украины. Население — 191 человек. Занимает площадь 0,53 км².

## Власть
Орган местного самоуправления — Команский сельский совет. Почтовый адрес: 16061, Черниговская обл., Новгород-Северский р-н, с. Дробышев, ул. Молодёжная, 1а.